# Брягин, Александр Иванович
Алекса́ндр Ива́нович Бря́гин (1888—1949) — советский художник-миниатюрист и реставратор иконописи. Брат Николая Ивановича и Евгения Ивановича Брягиных.

## Биография
Родился в Мстёре, в семье потомственного иконописца И. В. Брягина.
Учился в иконописной мастерской и в частной художественной студии Паманского; посещал различные художественные кружки.
Долгое время был иконописцем и реставратором в Москве — у коллекционера И. С. Остроухова, и в Санкт-Петербурге — в Русском музее. Как один из крупнейших реставраторов был приглашён в 1912 году для расчистки «Троицы» Рублёва.
После революции участвовал в реставрации фресок в Московском Кремле.
В 1923 году вернулся в Мстёру, где образовалась «Артель древнерусской живописи». Затем уехал в Вологду, но с 1931 года снова работал в Мстёре — в артели «Пролетарское искусство». Своим творчеством Брягин представлял вторую линию развития мстёрской миниатюры, отличную от клыковской. В это время им были созданы миниатюры: «Охота на оленей» (1933), «Бой» (1934), «Бахчисарайский фонтан» (1936). В 1939 году он вновь уехал в Вологду.
Вместе с В. И. Федышиным и Н. И. Федышиным стоял у истоков собирания и научной реставрации вологодской иконописи. В 1927—1930 годах работал в Вологде. Затем, после перерыва, связанного с прекращением финансирования Госторгом, по собственному желанию и рекомендации Центральных государственных реставрационных мастерских был вновь приглашён штатным реставратором Вологодского областного краеведческого музея, где снова работал с 1939 по 1948 год.
Внёс неоценимый вклад в спасение шедевров вологодской иконописи от уничтожения, разрушения и продажи за границу в 1930-е годы. Принимал активное участие в сохранении икон Вологодского музея во время войны, эвакуации, реставрации оставшихся памятников, организации выставок-передвижек. После войны вместе с Н. И. Федышиным организовал экспозицию иконописи в составе Вологодского музея-заповедника.

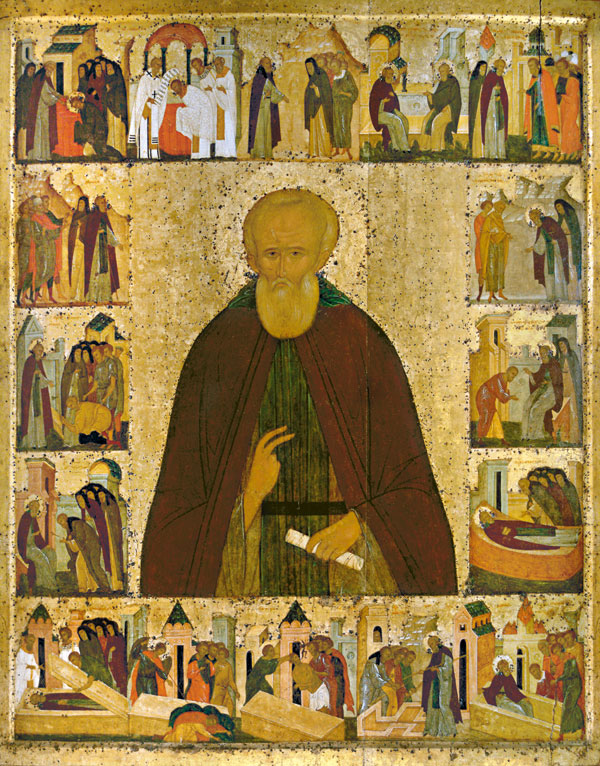
Преподобный Димитрий Прилуцкий с житием, икона из Спасского собора Спасо-Прилуцкого монастыря. Дионисий. Около 1503 г. Вологда, ВГИАХМЗ. Реставрирована А. И. Брягиным в 1927 г.

В период подготовки заграничной выставки икон вызывался в ЦГРМ, где исполнил копию «Владимирской иконы Божией Матери» в величину оригинала, которая и экспонировалась в Германии, Австрии, Англии и США. Учеником А. И. Брягина был Н. И. Федышин — один из выдающихся реставраторов иконописи последней трети XX века.